# دوبال‌میوه دراز
دوبال‌میوه دراز (نام علمی: Dipterocarpus elongatus) نام یک گونه از سرده دوبال‌میوه‌ها است.